# Jora (Citnos)
Jora (también llamada Messaria) es la capital de Citnos y la sede del municipio de Citnos. Según el censo de 2011 tiene 561 habitantes.

## Nombre
Como es habitual en muchas capitales de islas del Egeo, se llama Jora (Χώρα), pero también es conocida por los habitantes como Messaria. Este nombre se atribuye al hecho de estar construida en el interior, por lo que está en el centro (messi) de la isla. Otra explicación podría ser que el nombre deriva del franco Missaria. Los habitantes se llaman Messariotes.

## Descripción
Jora se encuentra en la parte central y norte de la isla. Era una pequeña comunidad agrícola, pero se convirtió en un pueblo más grande a partir del siglo XVII. Según la leyenda, los habitantes abandonaron su capital, el Castillo de Oria o Katakefalo en 1537 d. C. tras la invasión de los piratas Jeireddín Barbarroja y prefirieron instalarse lejos de la costa en Messaria. Las primeras viviendas se construyeron cerca de Agia Triada. En 1791 funcionó la primera escuela de la isla, en el monasterio de la Virgen de Nikous, en las periferias de Jora. El primer profesor fue el monje Parthenios Koulouris, de Sifnos, al que sucedió un monje local, Makarios Filippaios, que enseñó con éxito durante varios años. Tras la revolución griega, Jora fue proclamada capital oficial de la isla. Las tres primeras clases de la Escuela Primaria de Citnos se encuentran en Jora. Las demás clases se encuentran en otro lugar, concretamente en Driopida. También hay un centro médico regional y diferentes negocios turísticos y restaurantes.

## Visitas turísticas

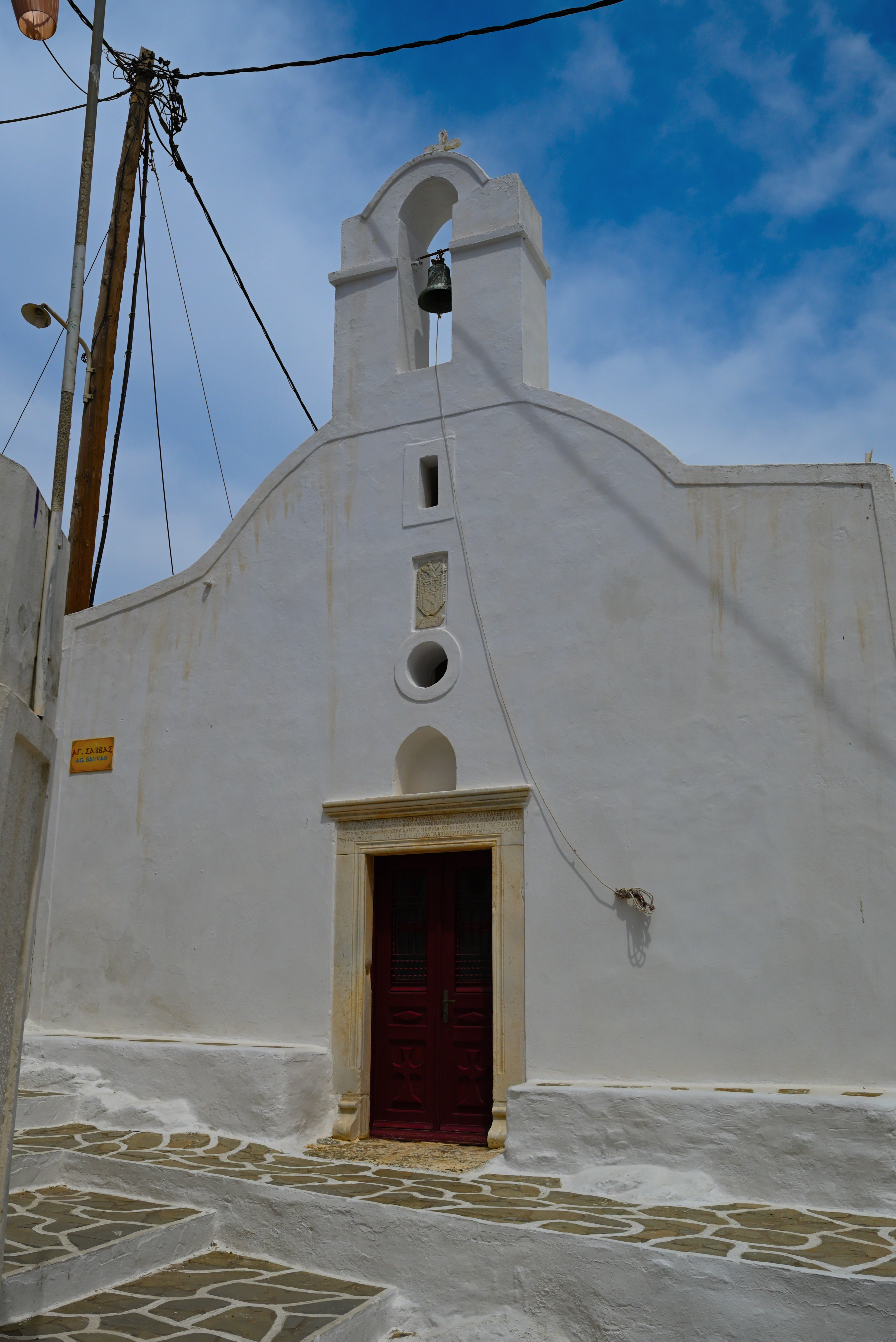
Iglesia Aghios Savvas

Jora tiene muchas iglesias y dos monasterios, Agia Triada, la iglesia más antigua de la isla, la Iglesia de San Savvas que data del siglo XVII, la Iglesia de Metamorfosis Sotiros (Transfiguración de Cristo) con un iconostasio que data del siglo XVII, la iglesia de San Juan el Teólogo, San Nicolás, Santa Bárbara en Asteras, el Monasterio de la Virgen de Nikous y el Monasterio de San Juan Bautista en Hordaki. En Citnos se pueden encontrar antiguos molinos de viento destruidos.
En 2023 se inauguró en Jora el Museo Arqueológico de Citnos, que contiene muchos hallazgos arqueológicos de la antigua capital de la isla, Vryokastro. También está previsto que albergue la Colección Arqueológica al aire libre del Parque de Katholiko de Jora, donde se exponen esculturas y objetos arquitectónicos desde 1973.

## Galería

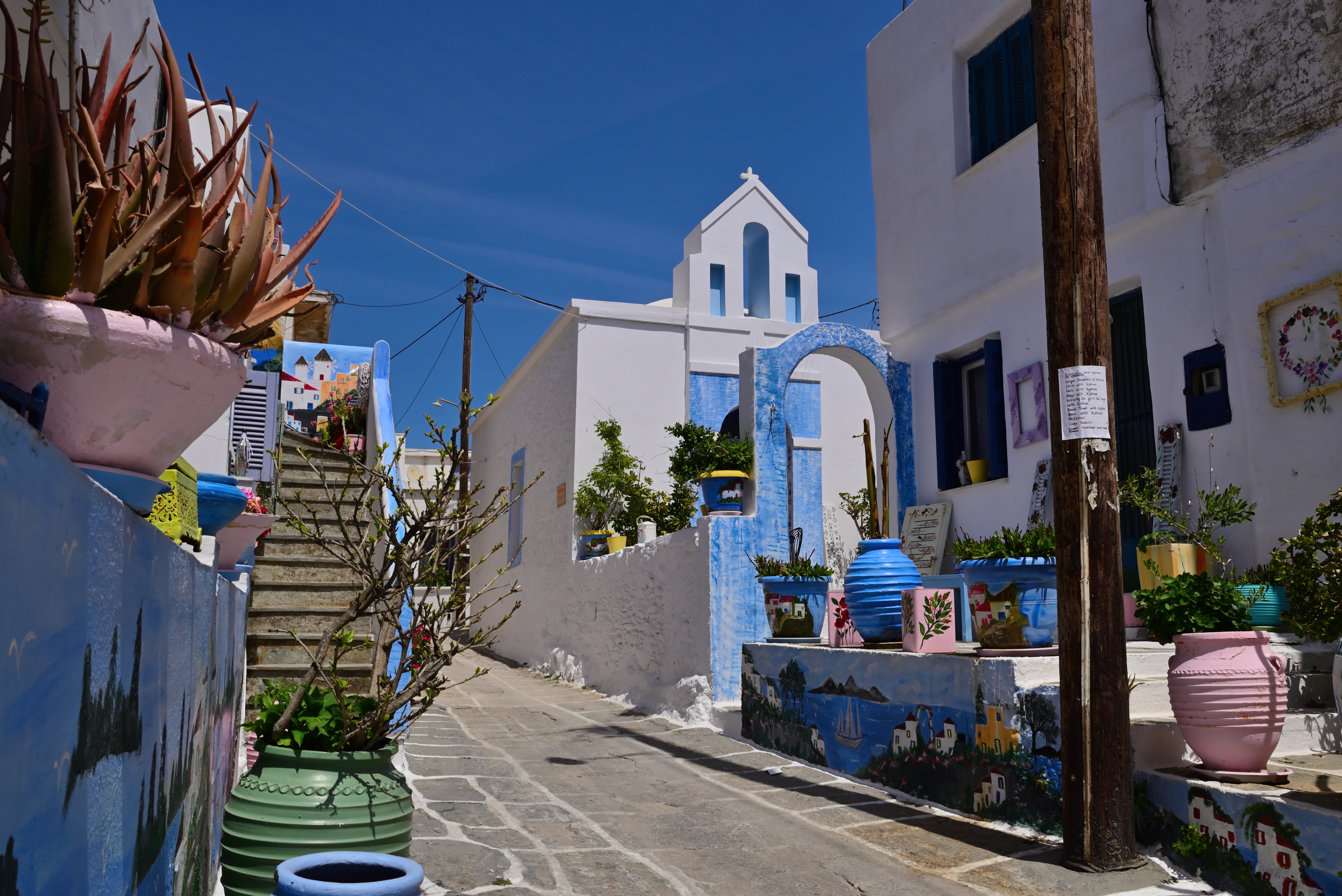
Calle en Jora
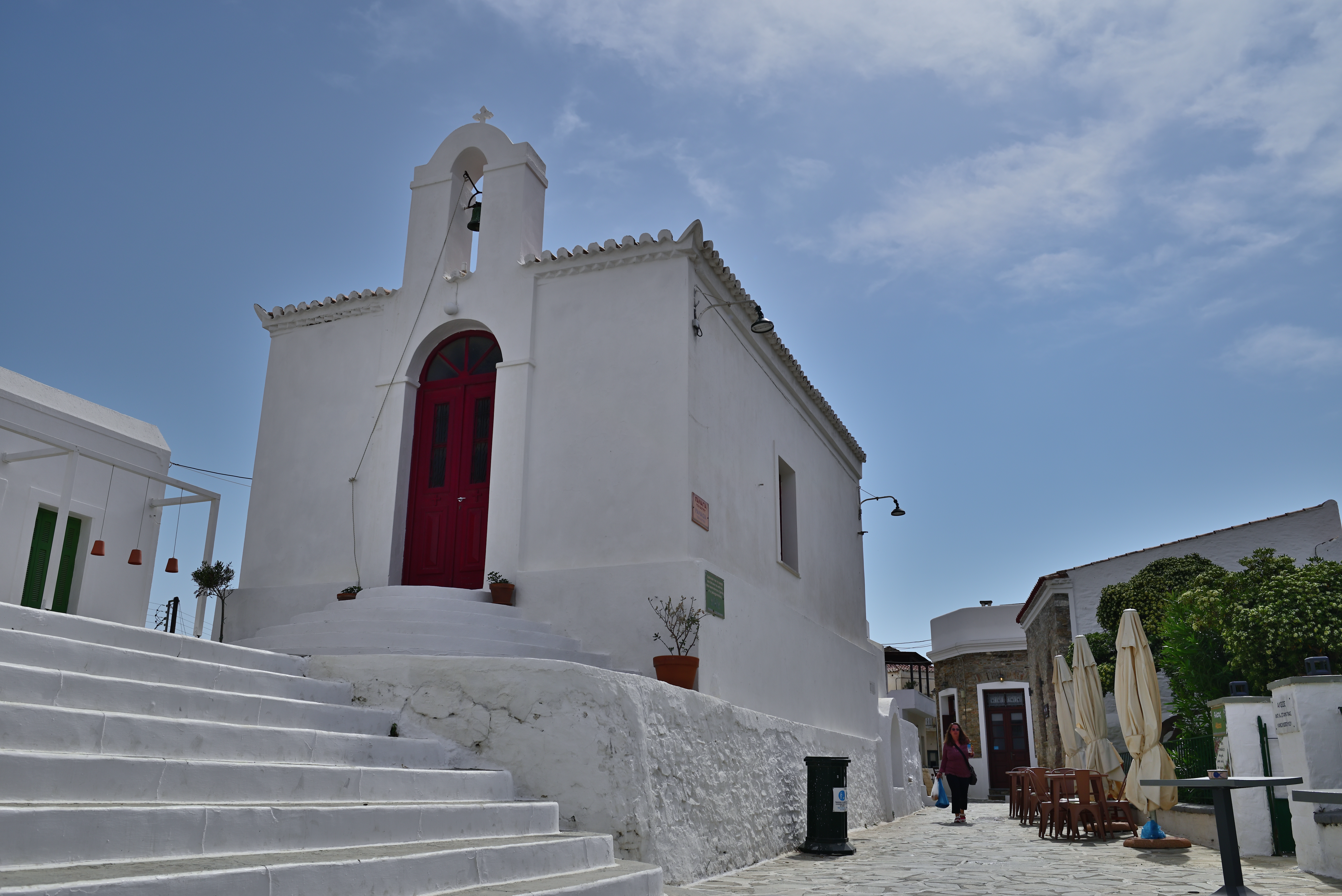
Iglesia de Panagia
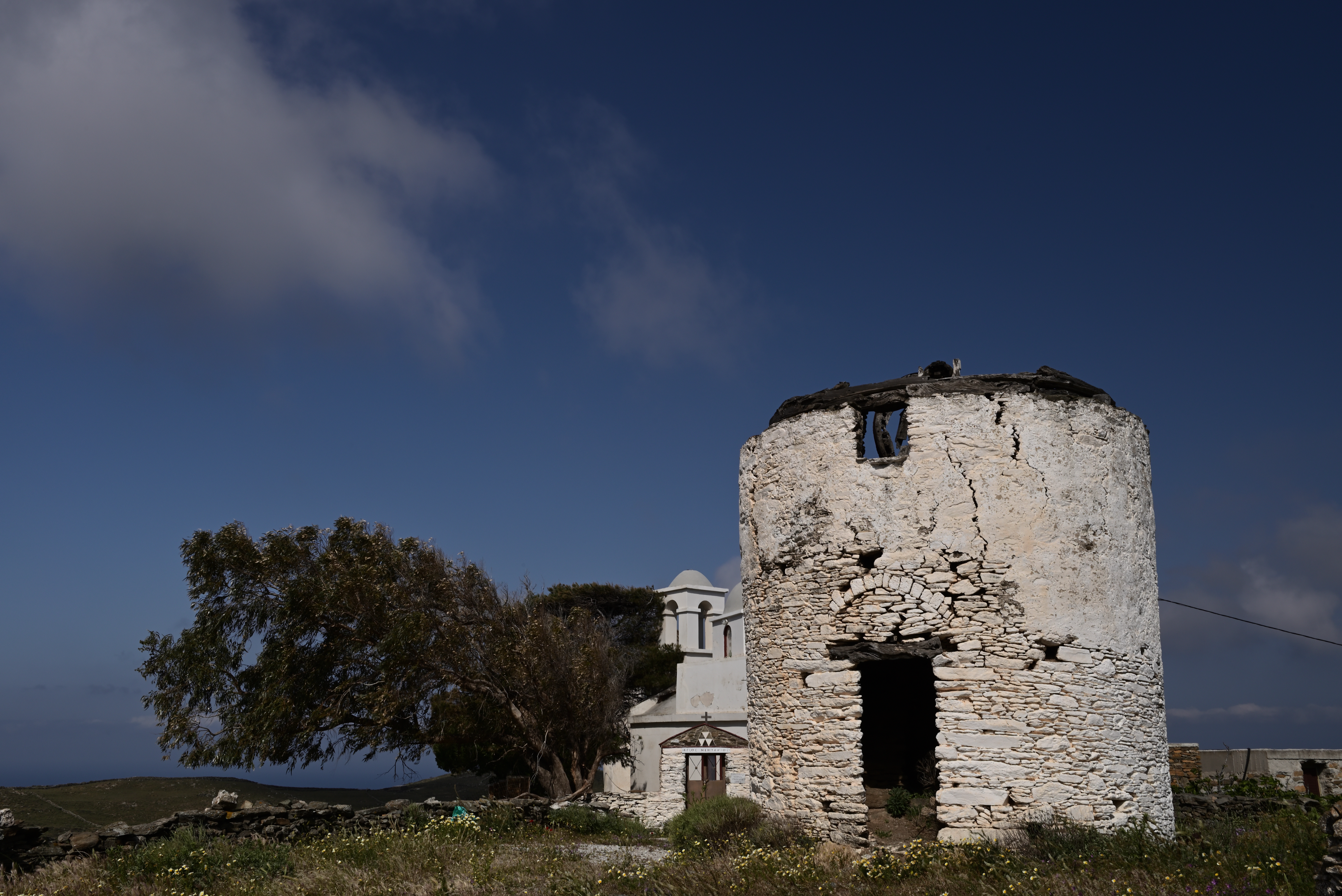
Un antiguo molino
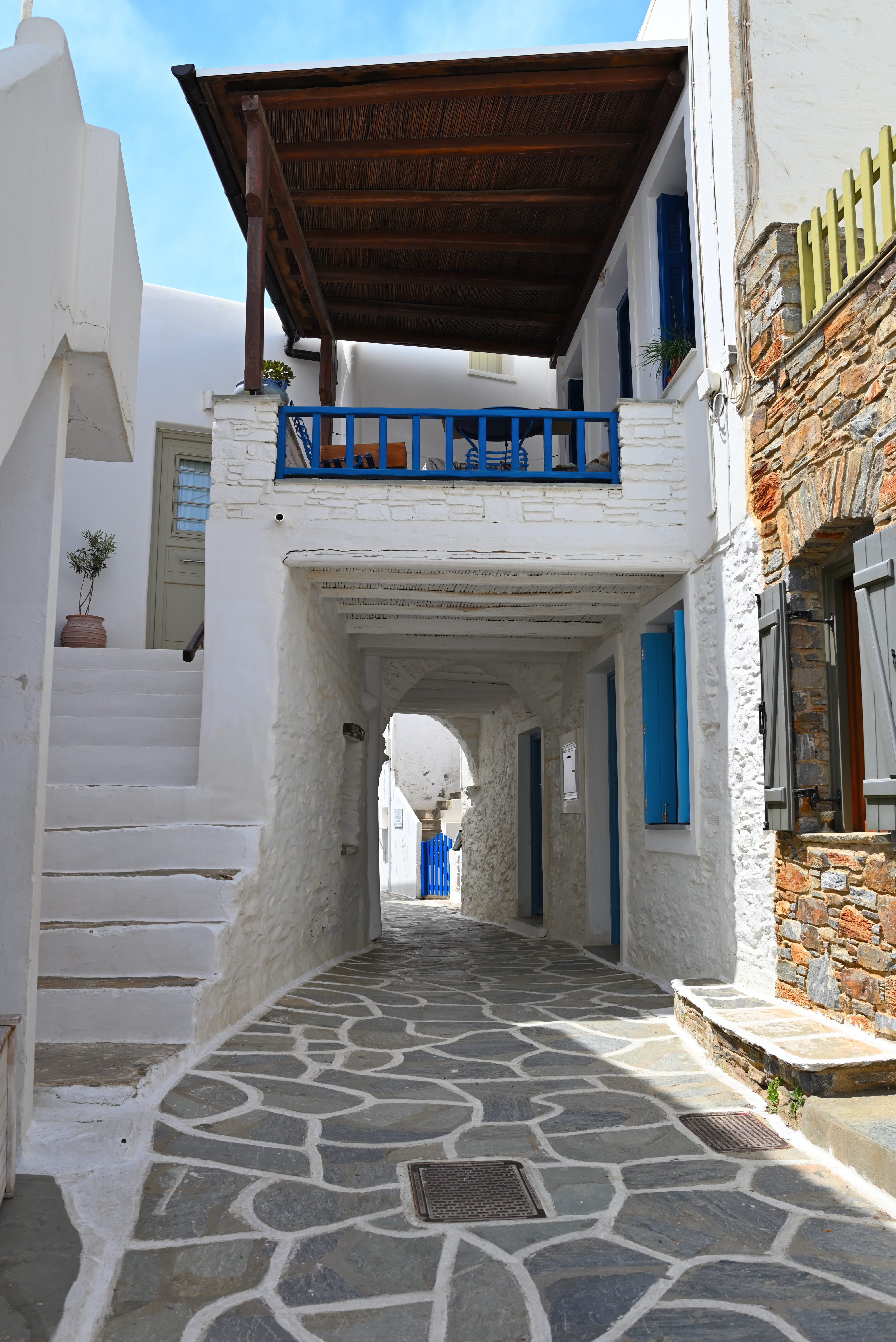
Calle típica en Jora